# Weingarts
Weingartsist ein Gemeindeteil der Gemeinde Kunreuth im Landkreis Forchheim (Oberfranken, Bayern). Der Ort wird im Volksmund auch als „Meingisch“ oder „Maigisch“ bezeichnet.

## Lage
Das Pfarrdorf Weingarts liegt im Südosten des Kunreuther Tals unterhalb von Regensberg am nordöstlichen Fuß des Hetzleser Berges.

## Geschichte
Urkundlich zum ersten Mal erwähnt wurde Weingarts als „Meingers“ in der Aufzählung der ältesten Ortschaften des Bistums Bamberg im Jahre 1243. Vermutlich hat das Dorf seinen Namen von dem bambergischen Dienstmann Meinger.
„56 Fronschnittage im Korn oder elf Pfennig für einen, 56 Fronschnittage im Haber oder acht Pfennig für einen“, diesen jährlichen Zins hatten die Bauern von Weingarts im 16. und 17. Jahrhundert nach Regensberg zu zahlen.
Die Gemeinde Weingarts wurde am 1. April 1951 aus Teilen der damaligen Gemeinde Oberehrenbach gebildet. Sie wurde am 1. Mai 1978 nach Kunreuth eingemeindet. Bis heute zählt die Weingartser Flur zur Gemarkung Oberehrenbach.

## Kultur und Brauchtum
In Weingarts wird das fränkische Brauchtum besonders gepflegt. Die Maigischer Stubenmusik und die Blaskapelle Weingarts mit ihrer traditionellen Volksmusik und Tracht machen die Ortschaft überregional bekannt.

### Regelmäßige Veranstaltungen
- Fronleichnam mit farbenprächtiger Fronleichnamsprozession
- Kirchweih am dritten Sonntag im Juli mit Brauchtum
- Kathreintanz am Samstag vor dem ersten Advent[7]